# Formel-3000-Saison 1986
Die Formel-3000-Saison 1986 startete am 13. April 1986 in Silverstone und endete am 5. Oktober 1986 in Jarama.

## Saisonverlauf
Es wurden elf Rennen in sechs Ländern gefahren, insgesamt waren 28 Teams und 71 verschiedene Fahrer am Start.
Das erste Rennen der Saison in Silverstone wurde aufgrund eines Unfalls von Dominique Delestre und Thierry Tassin abgebrochen und neu gestartet. Es wurden nur halbe Punkte vergeben.
Beim Lauf in Birmingham gab es ebenfalls nur halbe Punkte zu vergeben. Bei starkem Regen kollidierten Andrew Gilbert-Scott und Alain Ferté, das Rennen musste vorzeitig beendet werden.
Die Titelentscheidung fiel, wie im Jahr davor, erst im letzten Rennen. Der Italiener Ivan Capelli gewann zwar nur zwei Meisterschaftsläufe gegenüber seinem Landsmann Pierluigi Martini, der bei drei Läufen zuoberst auf dem Siegerpodest stand, trotzdem entschied Capelli die Meisterschaft mit zwei Punkten Vorsprung für sich.

## Rennen
| Datum | Rennen            | Runden | Distanz    | Zeit          | Ø-Tempo      | Sieger            | Siegerteam       | Pole-Position     | Schnellste Runde  |
| ----- | ----------------- | ------ | ---------- | ------------- | ------------ | ----------------- | ---------------- | ----------------- | ----------------- |
| 13.4. | Silverstone       | 12+12  | 113,256 km | 0:35:33,97 h  | 193,062 km/h | Pascal Fabre      | Lola             | Pascal Fabre      | Pascal Fabre      |
| 4.5.  | Vallelunga        | 64     | 204,800 km | 1:14:24,22 h  | 165,153 km/h | Ivan Capelli      | Genoa Racing     | Ivan Capelli      | Ivan Capelli      |
| 19.5. | Pau               | 73     | 201,480 km | 1:31:17,92 h  | 132,409 km/h | Mike Thackwell    | Team Ralt        | Ivan Capelli      | Emanuele Pirro    |
| 24.5. | Spa-Francorchamps | 28     | 194,572 km | 1:02:03,562 h | 187,872 km/h | Philippe Alliot   | Oreca Motorsport | Philippe Alliot   | John Nielsen      |
| 8.6.  | Imola             | 39     | 196,560 km | 1:05:48,56 h  | 179,209 km/h | Pierluigi Martini | Pavesi Racing    | Ivan Capelli      | Michel Ferté      |
| 29.6. | Mugello           | 38     | 199,310 km | 1:10:48,43 h  | 168,890 km/h | Pierluigi Martini | Pavesi Racing    | Pierluigi Martini | Pierluigi Martini |
| 20.7. | Enna-Pergusa      | 40     | 198,000 km | 1:01:42,72 h  | 192,507 km/h | Luis Pérez-Sala   | Pavesi Racing    | Ivan Capelli      | Mike Thackwell    |
| 16.8. | Österreichring    | 34     | 202,028 km | 0:58:47,53 h  | 206,178 km/h | Ivan Capelli      | Genoa Racing     | John Nielsen      | John Nielsen      |
| 25.8. | Birmingham        | 24     | 95,4 km    | 0:42:24,40 h  | 134,979 km/h | Luis Pérez Sala   | Pavesi Racing    | Pierluigi Martini | Eliseo Salazar    |
| 28.9. | Le Mans           | 47     | 199,280 km | 1:30:36,4 h   | 170,141 km/h | Emanuele Pirro    | Onyx Racing      | Emanuele Pirro    | Emanuele Pirro    |
| 5.10. | Jarama            | 42+16  | 192,096 km | 1:18:05,49 h  | 147,593 km/h | Pierluigi Martini | Pavesi Racing    | Emanuele Pirro    | Michel Ferté      |

## Endstand

### Fahrer-Meisterschaft
| 1. | Ivan Capelli      | 38   |
| 2. | Pierluigi Martini | 36   |
| 3. | Emanuele Pirro    | 29   |
| 4. | Luis Pérez Sala   | 24,5 |
| 5. | Michel Ferté      | 24   |
| 6. | John Nielsen      | 17   |
| 7. | Pascal Fabre      | 15,5 |
| 8. | Mike Thackwell    | 10,5 |

| 9.  | Philippe Alliot       | 9 |
| 10. | Gabriele Tarquini     | 7 |
| 10. | Satoru Nakajima       | 7 |
| 12. | Pierre-Henri Raphanel | 5 |
| 13. | Maurício Gugelmin     | 4 |
| 13. | Alain Ferté           | 4 |
| 13. | Tomas Kaiser          | 4 |
| 13. | Olivier Grouillard    | 4 |

| 17. | Richard Dallest   | 3   |
| 17. | Claudio Langes    | 3   |
| 19. | Alessandro Santin | 1,5 |
| 19. | Eliseo Salazar    | 1,5 |
| 21. | John Jones        | 1   |
| 21. | Franco Forini     | 1   |
| 21. | Adrián Campos     | 1   |
| 24. | Russell Spence    | 0,5 |